# Korzenna
Korzenna est une localité polonaise, siège de la gmina de Korzenna, située dans le powiat de Nowy Sącz en voïvodie de Petite-Pologne.